# أوتو ميلارا
أوتو ميلارا (بالإيطالية: OTO Melara)، هي شركة إيطالية كانت تابعة لشركة فينميكانيكا الإيطالية( حالياً ليوناردو). تعمل في مجال الدفاع ولها مصانع في بريشيا ولاسبيزيا. يعتبر مدفع أوتو ميلارا مود 56 واللذي يخدم في كافة أنحاء العالم، ومدفع أوتو ميلارا 76 ملم البحري، المعتمد من قبل 53 بحرية دولية والمركب على أكثر من 1000 قطعة بحرية هي من أكثر أسلحة أوتو ميلارا المعروفة منذ الحرب العالمية الثانية.
في 1 يناير 2016 أدمجت جميع أنشطة أوتو ميلارا في شركة ليوناردو-فينميكانيكا لقطاع الأنظمة الدفاعية، من ضمنها الإلكترونيات، وقطاع أنظمة الدفاع والأمن.

## التاريخ

### قبل الحرب العالمية الثانية
تم إنشاء الشركة في 1905 كمشروع مشترك بين شركة فيكرز وشركة تيرني ستيل ووركس وحوض الأخوة أورلاندو لبناء السفن وأحواض بناء سفن أوديرو. وقدم الإستثمار من قبل جوزيبي أورلاندو وأتيليو أوديرو. خلال الحرب العالمية الأولى أنتجت الشركة(كانت تعرف ب فيكرز تيرني في ذلك الوقت) العديد من الأسلحة عيار 40 ملم وأعلى. في 1929 تم تغيير اسم الشركة إلى أديرو تيرني أورلاندو مع استخدام أوتو (OTO) كاختصار. خلال الحرب العالمية الثانية، أنتجت الشركة معظم المدافع البحرية الثقيلة.

### بعد الحرب العالمية الثانية
في 1953 استعملت الشركة اسم أوتو ميلارا.

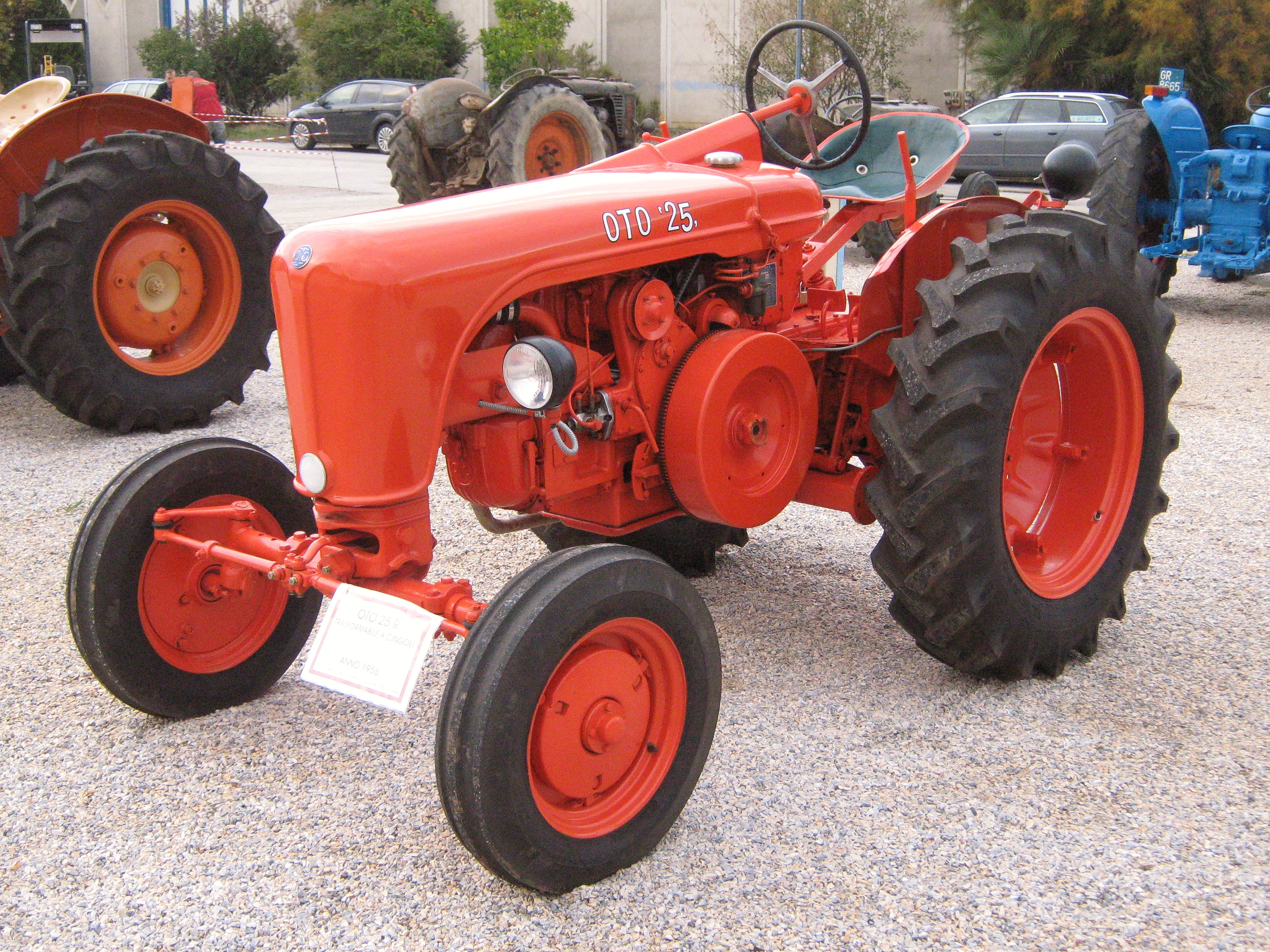
جرار أوتو 25 إيه فينتورينا، أحد منتجات الشركة المدنية

قبل انضمام إيطاليا لحلف الناتو، أنتجت الشركة منتجات مدنية، مثل الجرارات، ونول النسيج، ولكن سرعان ما عادت لإنتاج الأسلحة. في 1 ديسمبر 2001، أدمج قطاع المدافع البحرية التابع لشركة أوتو ميلارا بشركة بريدا ميكانيكا بريشيا، لتشكيل أوتو بريدا. أنتج الكيان المشترك مدفع نظام أسلحة القتال القريب "داردو"، ومدفع أوتو بريدا 76 ملم ومدفع أوتو بريدا 54/127 المدمج. تعتبر عمليات أوتو ميلارا للدفاع البري جزءاً من تكتل فينميكانيكا.

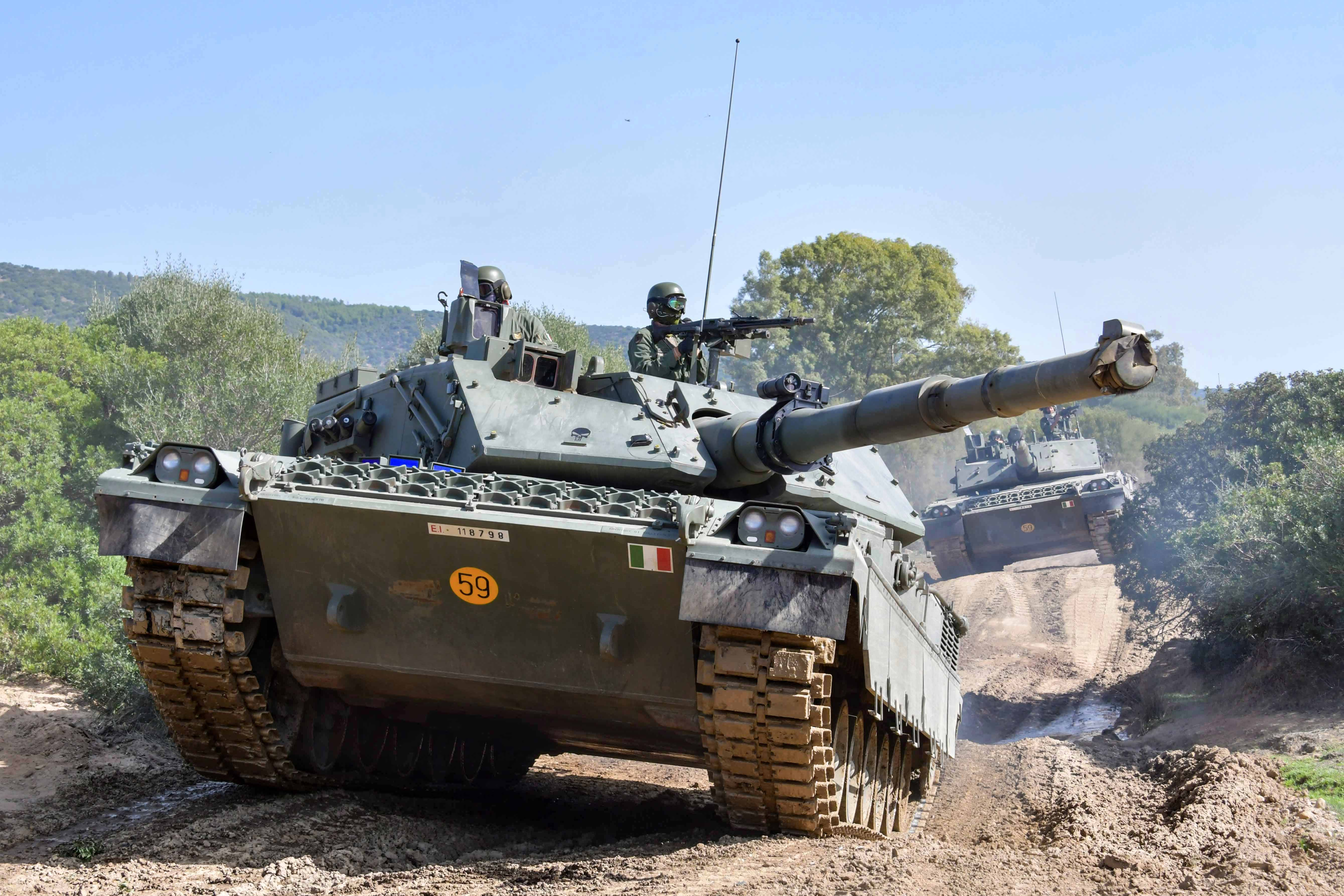
دبابة القتال الرئيسية أرييته

## أنظمة دفاعية من أوتو ميلارا
أوتوبريدا 127/64